# Смок (Пенсільванія)
Смок (англ. Smock) — переписна місцевість (CDP) в США, в окрузі Файєтт штату Пенсільванія. Населення — 549 осіб (2020).

## Географія
Смок розташований за координатами 39°59′59″ пн. ш. 79°46′39″ зх. д. / 39.99972° пн. ш. 79.77750° зх. д. (39.999689, -79.777415).  За даними Бюро перепису населення США в 2010 році переписна місцевість мала площу 4,05 км², уся площа — суходіл.

## Демографія
Згідно з переписом 2010 року, у переписній місцевості мешкали 583 особи в 231 домогосподарстві у складі 163 родин. Густота населення становила 144 особи/км².  Було 262 помешкання (65/км²).
Расовий склад населення:
| - 93,7 % — білих - 2,7 % — чорних або афроамериканців |

До двох чи більше рас належало 3,3 %. Частка іспаномовних становила 0,2 % від усіх жителів.
За віковим діапазоном населення розподілялося таким чином: 22,1 % — особи молодші 18 років, 57,5 % — особи у віці 18—64 років, 20,4 % — особи у віці 65 років та старші. Медіана віку мешканця становила 43,5 року. На 100 осіб жіночої статі у переписній місцевості припадало 99,0 чоловіків;  на 100 жінок у віці від 18 років та старших — 94,8 чоловіків також старших 18 років.
Середній дохід на одне домашнє господарство  становив 41 519 доларів США (медіана — 34 554), а середній дохід на одну сім'ю — 53 999 доларів (медіана — 55 217). За межею бідності перебувало 10,7 % осіб, у тому числі 13,2 % дітей у віці до 18 років та 4,2 % осіб у віці 65 років та старших.
Цивільне працевлаштоване населення становило 238 осіб. Основні галузі зайнятості: мистецтво, розваги та відпочинок — 24,4 %, освіта, охорона здоров'я та соціальна допомога — 23,1 %, транспорт — 17,6 %, роздрібна торгівля — 13,4 %.